# Istituto di marxismo-leninismo
L'Istituto di marxismo-leninismo (in russo Институт марксизма-ленинизма?, Institut marksizma-leninizma), ufficialmente noto come Istituto di marxismo-leninismo presso il Comitato centrale del Partito Comunista dell'Unione Sovietica (in russo Институт марксизма-ленинизма при Центральном комитете Коммунистической партии Советского Союза?, Institut marksizma-leninizma pri Central’nom komitete Kommunističeskoj partii Sovetskogo Sojuza), è stato l'istituto centrale di ricerca sul marxismo-leninismo attivo in Unione Sovietica dal 1921 al 1991.
Raccoglieva e conservava documenti di Karl Marx, Friedrich Engels e Vladimir Lenin, del Partito Comunista dell'Unione Sovietica e pubblicava riviste e libri sulla teoria marxista-leninista, sulla storia del PCUS e del movimento comunista internazionale. Aveva inoltre filiali in tutte le Repubbliche dell'Unione Sovietica.

## Storia

### Istituto Karl Marx - Friedrich Engels
Nel 1918, il Comitato centrale del Partito Comunista Russo (bolscevico) decise di organizzare una commissione per preparare le traduzioni in russo delle opere complete di Karl Marx e Friedrich Engels. Nello stesso anno, furono sviluppati dei piani per l'organizzazione dell'Accademia socialista, nell'ambito della quale David Borisovič Rjazanov creò una sezione per il marxismo.
L'8 dicembre 1920, il Plenum del Comitato centrale del Partito Comunista Russo (bolscevico) incaricò Rjazanov di creare il primo Museo del marxismo al mondo. L'11 gennaio 1921, l'Ufficio organizzatore del Comitato centrale del PCR(b), su suggerimento di Rjazanov, trasformò il museo nell'Istituto Karl Marx - Friedrich Engels presso l'Accademia socialista e con direttore lo stesso Rjazanov. Il 1 giugno 1922 divenne un'istituzione indipendente sotto il Comitato Esecutivo Centrale panrusso della RSFSR e dall'aprile 1924 sotto il Comitato Esecutivo Centrale dell'URSS. La sede era in Malij Znamenskij peregulok al numero civico 5.

### Istituto Lenin
Il 31 marzo 1923, il plenum del Comitato di Mosca del PCR(b) decise di creare l'Istituto Lenin che, il 28 settembre dello stesso anno, divenne un dipartimento sottoposto al Comitato centrale del PCR(b). Il XIII Congresso del PCR(b) incaricò il Comitato centrale del partito di adottare tutte le misure per la pubblicazione delle opere complete di Marx ed Engels in russo e in altre lingue, mentre il 31 maggio 1924 annunciò l'apertura dell'istituto Lenin. Il 20 agosto 1928, con decreto del Comitato centrale del PCUS(b), l'Istituto sulla storia del partito e della rivoluzione d'ottobre fu unito all'Istituto Lenin.

### Istituto di marxismo-leninismo
Il 3 novembre 1931, con decisione del Presidium del Comitato esecutivo centrale dell'URSS, l'Istituto Lenin fu fuso con l'Istituto Karl Marx e Friedrich Engels per creare l'Istituto Marx-Engels-Lenin (IMĖL) sotto il Comitato centrale del PCUS(b). Nello stesso anno, l'apparato venne purgato di 200 dipendenti e ne rimasero 109. Negli anni trenta e quaranta, l'Istituto aveva una "Associazione storica e letteraria dei vecchi bolscevichi". Durante la Grande Guerra Patriottica, l'Istituto fu evacuato a Ufa.
Dal 1952 l'Istituto fece parte del Comitato centrale del PCUS e tra il 1953 e il 1956, venne aggiunto il nome di Stalin assieme a quelli di Marx, Engels e Lenin. Nel 1956 assunse il nome ufficiale di Istituto di marxismo-leninismo presso il Comitato centrale del PCUS. Nel 1960 l'Istituto ricevette un complesso di edifici nella ulica Wilhelm Pieck (casa n. 4) a Mosca. Nel 1971 fu insignito dell'Ordine di Lenin. A giugno 1991, l'IML venne rifondato come "Istituto di teoria e storia del socialismo del Comitato centrale del PCUS" (in russo Институт теории и истории социализма ЦК КПСС, ИТИС ЦК КПСС?, Institut teorii i istorii socializma CK KPSS, ITIS CK KPSS)

### Chiusura
Nel novembre 1991, per ordine del Presidente della RSFS Russa Boris El'cin, l'Istituto ha cessato di esistere. Nel 1992 è stato fondato su richiesta del Patriarca di Mosca Alessio II l'"Istituto russo indipendente per i problemi sociali e nazionali" (in russo Российский независимый институт социальных и национальных проблем?, Rossijskij nezavisimyj institut social'nych i nacional'nych problem), rinominato nel 2001 in Istituto per la ricerca sociale globale dell'Accademia russa delle scienze ed unito nel 2005 all'Istituto di sociologia come centro di ricerca sociale globale.
Il 15 luglio 1992, la biblioteca dell'Istituto, per ordine del Governo della Federazione Russa, ha iniziato il suo lavoro indipendente con il nome di "Biblioteca statale sociopolitica" (in russo Государственная общественно-политическая библиотека?, Gosudarstvennaja obščestvenno-političeskaja biblioteka), posta in seguito sotto il controllo del Ministero della cultura della Federazione Russa dopo aver ricevuto lo status di biblioteca federale. Il 1º aprile 2014, secondo l'ordine del Ministero della Cultura della Federazione Russa, la biblioteca è stato riorganizzata nel Centro per la storia sociopolitica (in russo Центр социально-политической истории?, Centr social'no-političeskoj istorii), una branca della Biblioteca storica statale della Russia.
Sulla base della cessata attività degli Archivi centrali del PCUS dell'Istituto di marxismo-leninismo, nel marzo 1999 è stato fondato il Centro russo per la conservazione e lo studio dei documenti di storia contemporanea (in russo Российский Центр хранения и изучения документов новейшей истории?, Rossijskij Centr hranenija i izučenija dokumentov novejšej istorii). A novembre dello stesso anno, il centro è stato trasformato nell'Archivio di Stato russo di storia sociale e politica (in russo Российский государственный архив социально-политической истории?, Rossijskij gosudarstvennyj archiv social’no-političeskoj istorii) fondendosi con il Centro per la conservazione dei documenti delle organizzazioni giovanili.

## Attività principali
I compiti dell'istituto erano:
- Raccolta e conservazione dei documenti di Karl Marx, Friedrich Engels e Vladimir Lenin, dei materiali sulla loro vita e il loro lavoro;
- Preparazione alla pubblicazione delle opere e biografie;
- Raccolta e conservazione di documenti sui dirigenti di PCUS;
- Raccolta e pubblicazione di materiali e documenti sulla storia del PCUS;
- Preparazione alla pubblicazione di monografie e raccolte sulla teoria marxista-leninista, sulla storia del PCUS, sulla costruzione del partito, sul comunismo scientifico e sulla storia del movimento comunista internazionale.

Con decreto del Comitato centrale del PCUS del 15 giugno 1968, all'istituto furono affidati anche i compiti di:
- Direzione scientifica e metodologica degli istituti della storia del partito sotto il Comitato centrale dei partiti comunisti delle repubbliche dell'Unione, il Comitato della città di Mosca e il Comitato della città di Mosca e il Comitato regionale di Leningrado del PCUS, del Museo di Karl Marx e Friedrich Engels, il Museo centrale di Vladimr Lenin e le sue filiali
- Coordinamento di tutte le attività di ricerca nel campo della scienza storica e dei partiti;
- Monitorare la pubblicazione di opere scientifiche e letterarie e artistiche sulla vita e l'opera dei classici del marxismo-leninismo;
- Fornire assistenza scientifica e metodologica agli antichi bolscevichi nella preparazione e pubblicazione delle loro memorie

Dal 1933 al 1941, l'organo dell'istituto era la rivista Proletarskaja revoljucija, mentre nel 1957 iniziò la pubblicazione della rivista Voprosy istorii KPSS.

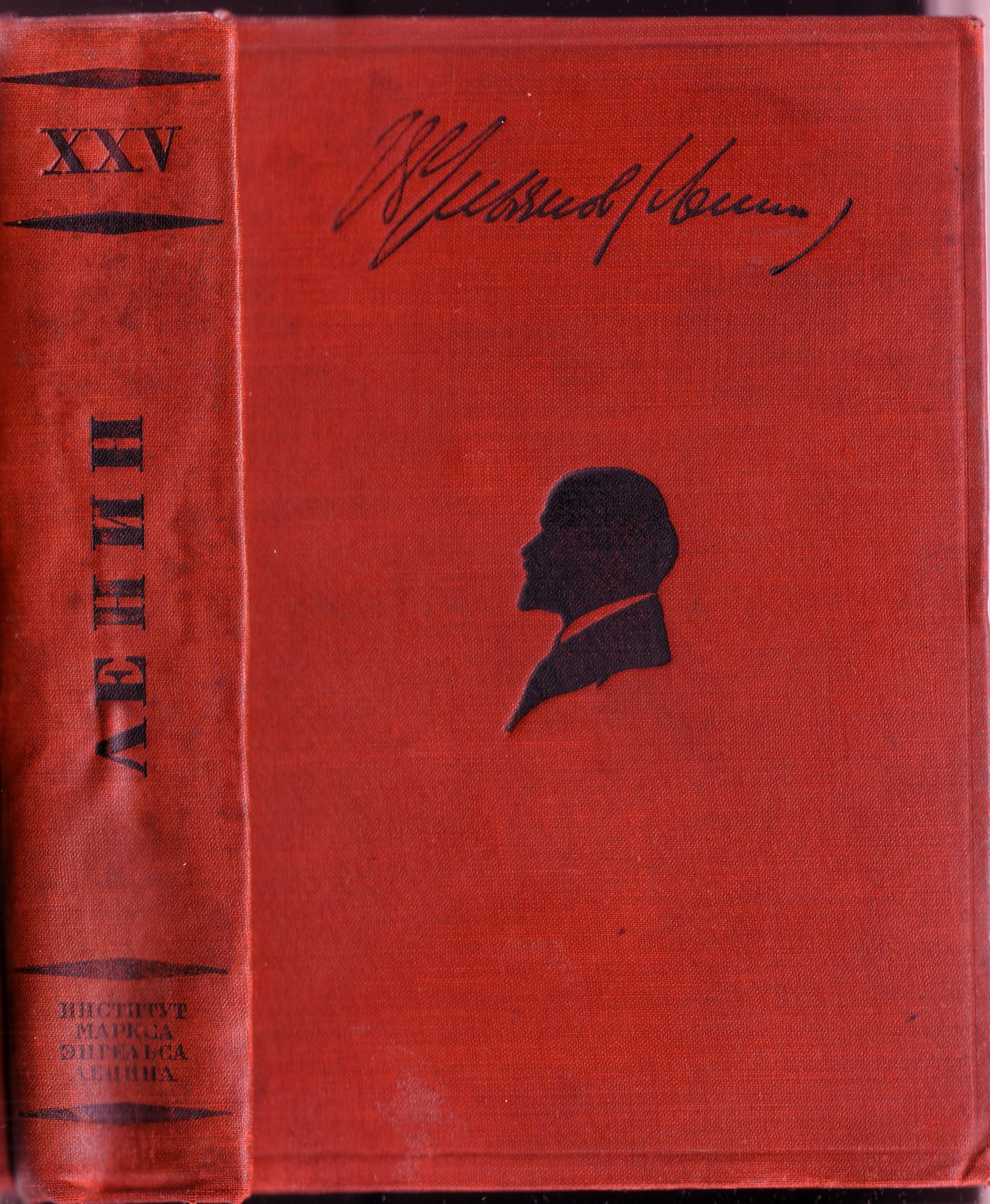
Copertina del tomo 25 delle opere complete di Lenin (1935).
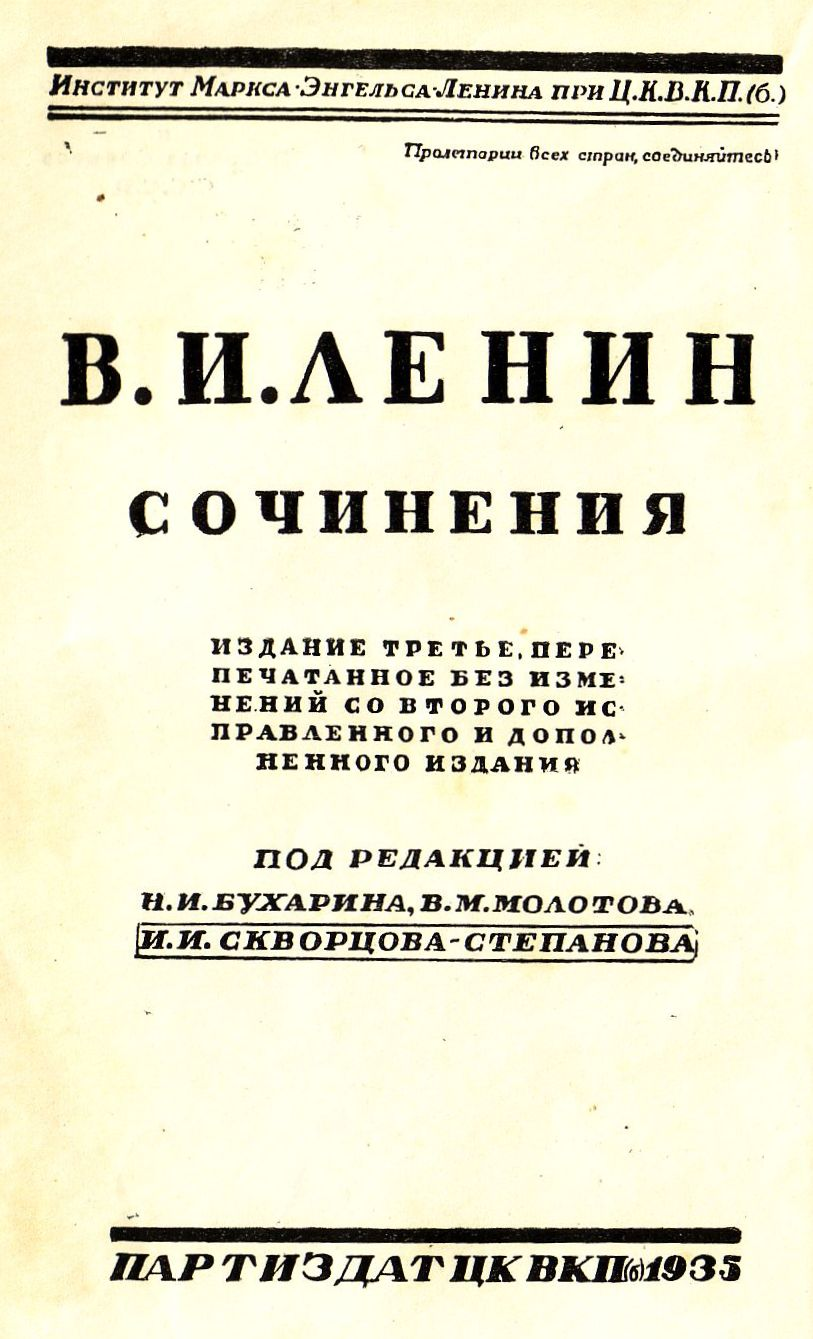
Frontespizio delle opere complete di Lenin (1935) edite dall'Istituto di Marx-Engels-Lenin.

## Struttura
In tempi diversi, l'istituto era strutturato in dipartimenti, qui elencati
- Opere di Karl Marx, Friedrich Engels, e Vladimir Lenin;
- Storia del PCUS;
- Costruzione del Partito;
- Comunismo scientifico;
- Storia del movimento comunista internazionale;
- Rami e coordinamento del lavoro di ricerca;
- Archivi centrali del Partito;
- Biblioteca;
- Museo di Karl Marx e Friedrich Engels.

## Direttori
- Vladimir Viktorovič Adoratskij (1931-1939)
  - vice: Abram Moiseevič Deborin (1924-1931), Vladimir Gordeevič Sorin (1928-1937), Ivan Dmitrievič Orachelašvili (1932-1937), Maksimilian Aleksandrovič Savel’ev (1936-1939)
- Mark Borisovič Mitin (1939-1944)
- Vladimir Semënovič Kružkov (1944-1949)
- Pëtr Nikolaevič Pospelov (1949-1952, 1961-1967)
- Gennadij Dmitrievič Običkin (1952-1961)
- Pëtr Nikolaevič Fedoseev (1967-1973)
- Anatolij Grigor'evič Egorov (1974-1987)
- Georgij Lukič Smirnov (1987-1991)
  - vice: Mihail Petrovič Mčedlov
- Michail Konstantinovič Gorškov (1991)